# Letizia Bonaparte
Letizia Bonaparte, née Maria-Letizia Ramolino le 24 août 1750 à Ajaccio et morte le 2 février 1836 à Rome, est la mère de Napoléon Ier, connue sous son titre de « Madame Mère ». Elle fut au total la mère de sept souverains (un empereur, trois rois, un prince, une reine et une grande-duchesse) et la grand-mère d'un empereur, Napoléon III.

## Biographie

### Origines
Elle est la fille de Jean-Jérôme Ramolino (capitaine dans l'armée génoise puis inspecteur général des Ponts et Chaussées de l'île de Corse), et d'Angela-Maria Pietra-Santa, issue d'une famille noble originaire de Sartène[réf. nécessaire].
La famille Ramolino est originaire d’Italie mais établie en Corse depuis au moins 250 ans, et serait issue des comtes de Coll'Alto[réf. nécessaire] ; le premier Ramolino établi à Ajaccio avait épousé la fille d'un doge de Gênes, et reçut de cette République de grandes distinctions.

### Mariage et enfants
Charles Bonaparte a dix-huit ans quand son oncle lui fait épouser le 2 juin 1764 Letizia Ramolino âgée de treize ans. Le mariage a été approuvé par Paoli qui y voit une alliance de clan utile. La jeune femme rapidement mère et réputée pour sa beauté (en particulier auprès du comte Marbeuf le représentant français qui la fréquente assidûment) est présente aux côtés de son époux, dans la résistance des Corses contre la république génoise en mai 1768, au cours de la guerre d’indépendance. Elle le suit à cheval dans ses expéditions, même pendant sa grossesse de Napoléon. Le 9 mai 1769, lors de la retraite de Ponte-Novo, enceinte de Napoléon, la légende prétend qu'elle aurait répété plusieurs fois, dans l’ascension du Monte Rotondo, où les patriotes corses avaient trouvé refuge : « Il sera le vengeur de la Corse ! ».

Le Sacre de Napoléon (2 décembre 1804) peint par David (musée du Louvre).

Gros plan du Sacre de Napoléon, devant sa mère, en réalité absente.

Après l’échec décisif de la bataille de Ponte-Novo le 9 mai 1769, elle se retire avec son mari sur le sommet du Monte Rotondo, ayant reçu du comte de Vaux des passeports pour se rendre à Ajaccio. Ses larmes et les supplications de Lucien Bonaparte, archidiacre d’Ajaccio, oncle de son mari, font renoncer celui-ci au dessein qu’il avait formé de suivre Paoli dans son exil. 
Napoléon naît le 15 août 1769 à Ajaccio, une légende rapportée par Las Cases (chroniqueur le plus proche de Napoléon) voulant que cette naissance ait eu lieu sur un tapis représentant César. Une rumeur défendue notamment par Hervé le Borgne et Edmond Outin,, a fait du comte de Marbeuf, d'après une supposée liaison adultérine avec Letizia, le père de Napoléon Bonaparte qui, serait né, non à Ajaccio, mais à Sainte-Sève dans le Finistère, où Letizia aurait suivi Marbeuf en août 1769. Cette hypothèse est démentie par les analyses ADN. Par ailleurs, pour Jean Tulard « on est dans l'invraisemblance » car il n'est pas possible que le séjour de Letizia en Bretagne n'ait pas été documenté. L'influence de Marbeuf qui aurait protégé Napoléon en le faisant entrer à l'école de Brienne et le ralliement des Bonaparte à la France améliorent la position de la famille.
La famille Bonaparte connait la pauvreté au décès de Carlo-Maria en 1785. Seule l'entrée dans le métier des armes de son second fils Napoléon, permet à la famille de renouer avec un semblant de prospérité. En 1793, elle doit fuir la Corse insurgée et s'installer à Marseille dans l'hôtel de Cipières. De cette époque, Letizia conserve un goût certain pour l'austérité et l'économie.

### Mère d'empereur

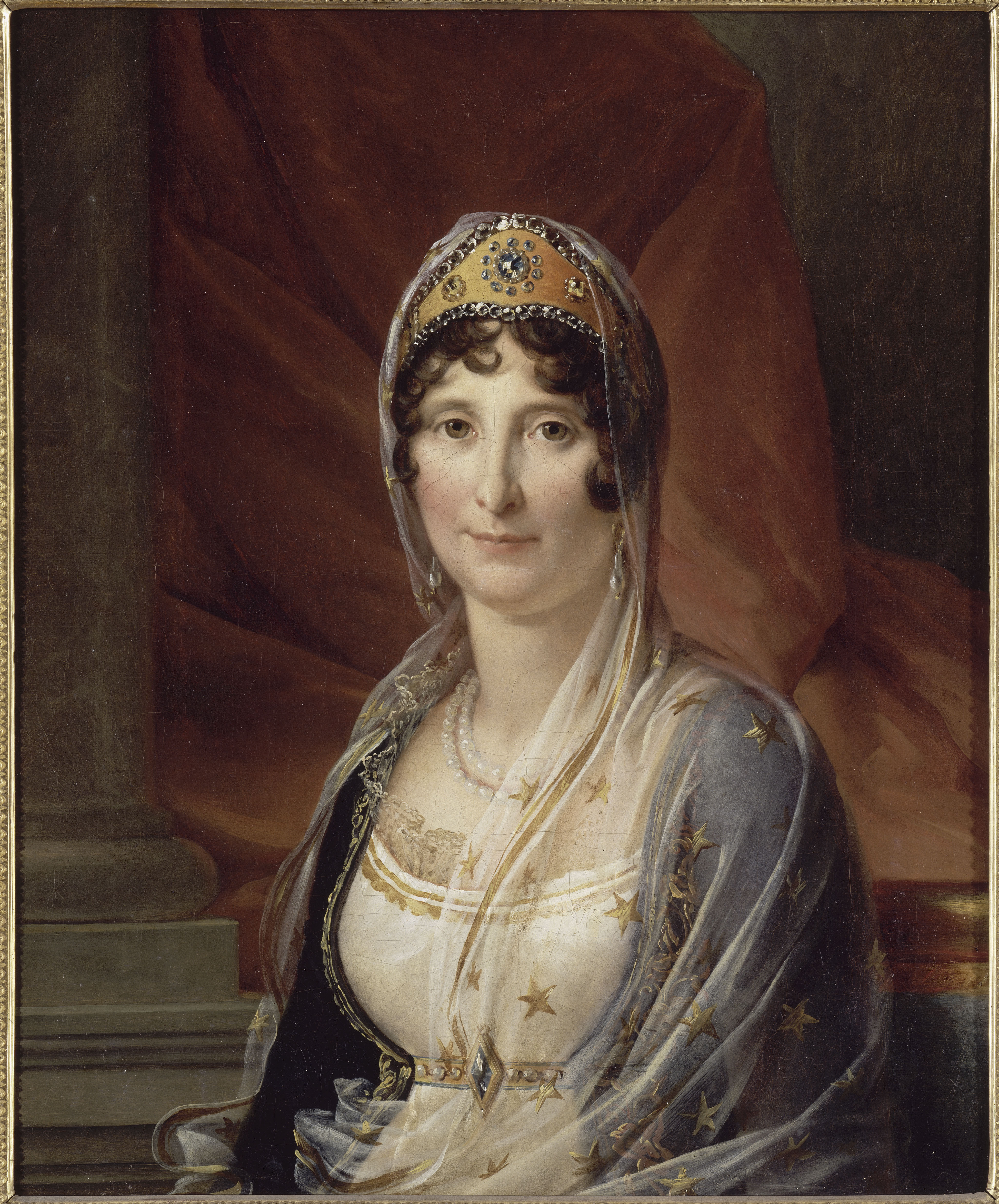
Madame Mère peint par François Gérard.

Un tel caractère ne peut s'entendre avec l'extravagante Joséphine de Beauharnais que le futur Empereur des Français épouse en 1796. Contrairement à ce que peut laisser croire le célèbre tableau de David, sur lequel elle figure, Maria Letizia n'assiste d'ailleurs pas au sacre de son fils en 1804, en raison de leurs désaccords sur son mariage et son couronnement. Pour autant, elle est élevée, par décret du 23 mars 1805, au rang d'altesse impériale et de Madame Mère. Vivant loin de la cour, elle s'installe au château de Pont-sur-Seine, offert par son fils, et demeure à l'Hôtel de Brienne lors de ses rares visites à Paris.
Profondément religieuse, elle se met sous la protection du Pape lors des exils napoléoniens et s'installe à Rome, d'abord au palais Falconieri chez son demi-frère le cardinal Joseph Fesch, puis au palais Rinuccini. Le général Bertrand, devant la santé déclinante de Napoléon, lui écrit une lettre lui demandant de faire venir un médecin et un prêtre à Sainte-Hélène. Croyant que son fils a quitté Sainte-Hélène par suite d’une intervention divine (Madame Mère et le cardinal Fesch, cloîtrés et atteints de mysticisme, sont sous l'influence d'une voyante autrichienne), elle refuse l'envoi d'hommes de qualité, n'y dépêchant qu'un vieil abbé corse hémiplégique, Antoine Bonavita, accompagné de l'ignorant abbé Vignali et du médecin François Antommarchi qui débarquent dans l'île le 18 septembre 1818.
C'est à Rome qu'elle apprend la mort de son fils Napoléon le 5 mai 1821. Elle y survit quinze ans, pour décéder le 2 février 1836, à l’âge de 85 ans. Enterrée à Corneto, sa dépouille sera transférée à Ajaccio en 1851, puis, dans cette même ville, en 1860 à la Chapelle impériale récemment construite, sur l'ordre de Napoléon III, son petit-fils.
Elle est à l’origine de l’expression « Pourvu que ça dure ! », qu’elle employait en évoquant les victoires de son fils, Napoléon Ier (« Pourvou qu'ça doure ! » disait-elle avec l'accent corse).

## Descendance
Elle donne à Charles Bonaparte quatorze enfants dont huit survivent (trois meurent en bas âge et trois à la naissance) : 
- Napoléon Bonaparte[Note 3] (mort-né le 17 août 1765)[réf. nécessaire] ;
- Maria Anna Bonaparte (3 janvier 1767 - 1er janvier 1768) ;
- Joseph Bonaparte (7 janvier 1768 - 28 juillet 1844) ;
- Napoléon Bonaparte (15 août 1769 - 5 mai 1821) nommé en hommage à son frère aîné ;
- Maria Anna Bonaparte (1770)[réf. nécessaire] nommée en hommage à sa sœur aînée ;
- Maria Anna Bonaparte (14 juillet - 23 novembre 1771) nommée en hommage à ses sœurs aînées ;
- un fils mort-né (1772)[réf. nécessaire] ;
- Lucien Bonaparte (21 mai 1775 - 29 juin 1840) ;
- Élisa Bonaparte (3 janvier 1777 - 7 août 1820) ;
- Louis Bonaparte (2 septembre 1778 - 25 juillet 1846) ;
- un fils mort-né (1779)[14] ;
- Pauline Bonaparte (20 octobre 1780 - 9 juin 1825) ;
- Caroline Bonaparte (25 mars 1782 - 18 mai 1839) ;
- Jérôme Bonaparte (15 novembre 1784 - 24 juin 1860).

### Album de famille

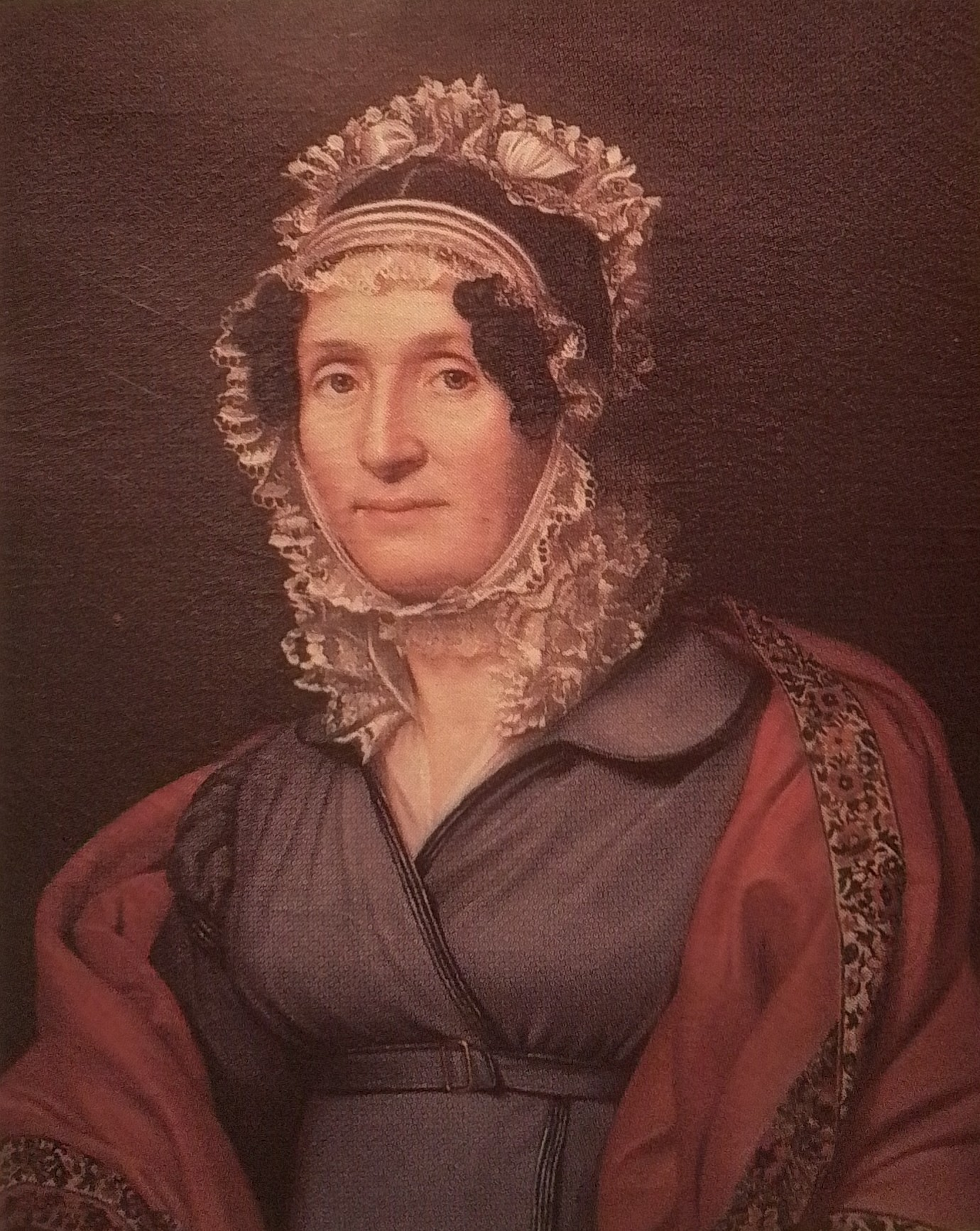
Madame Mère par Joseph Karl Stieler, 1811.
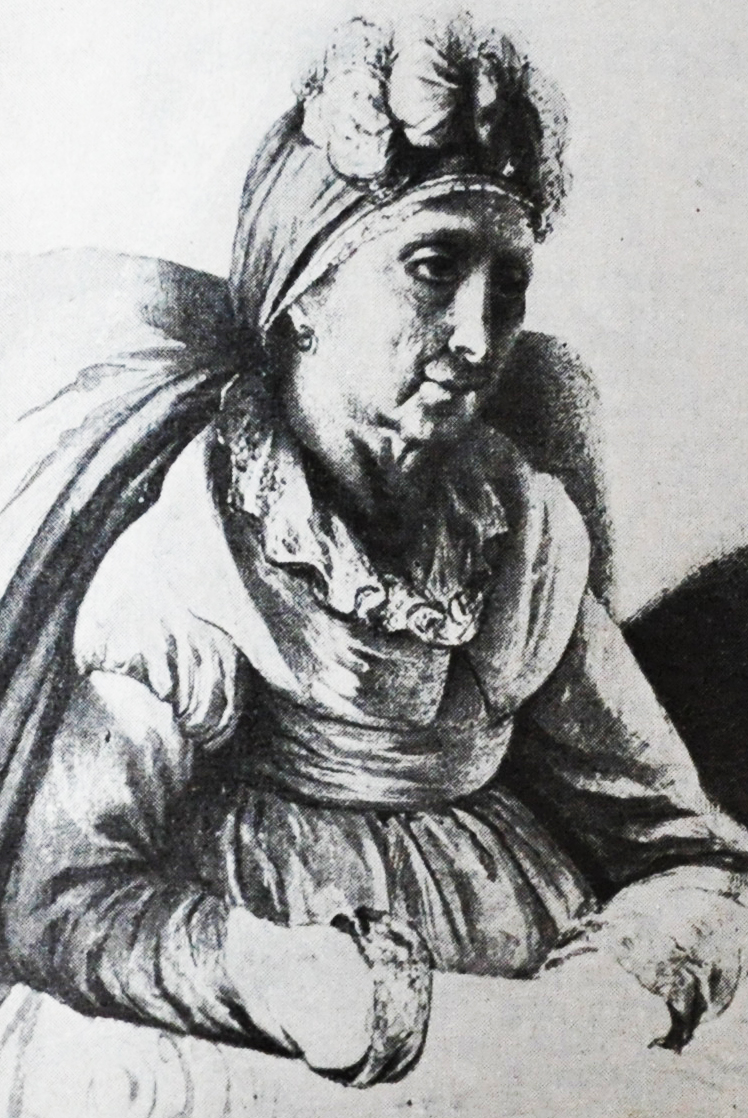
Laetitia Ramolino par Charlotte Bonaparte.
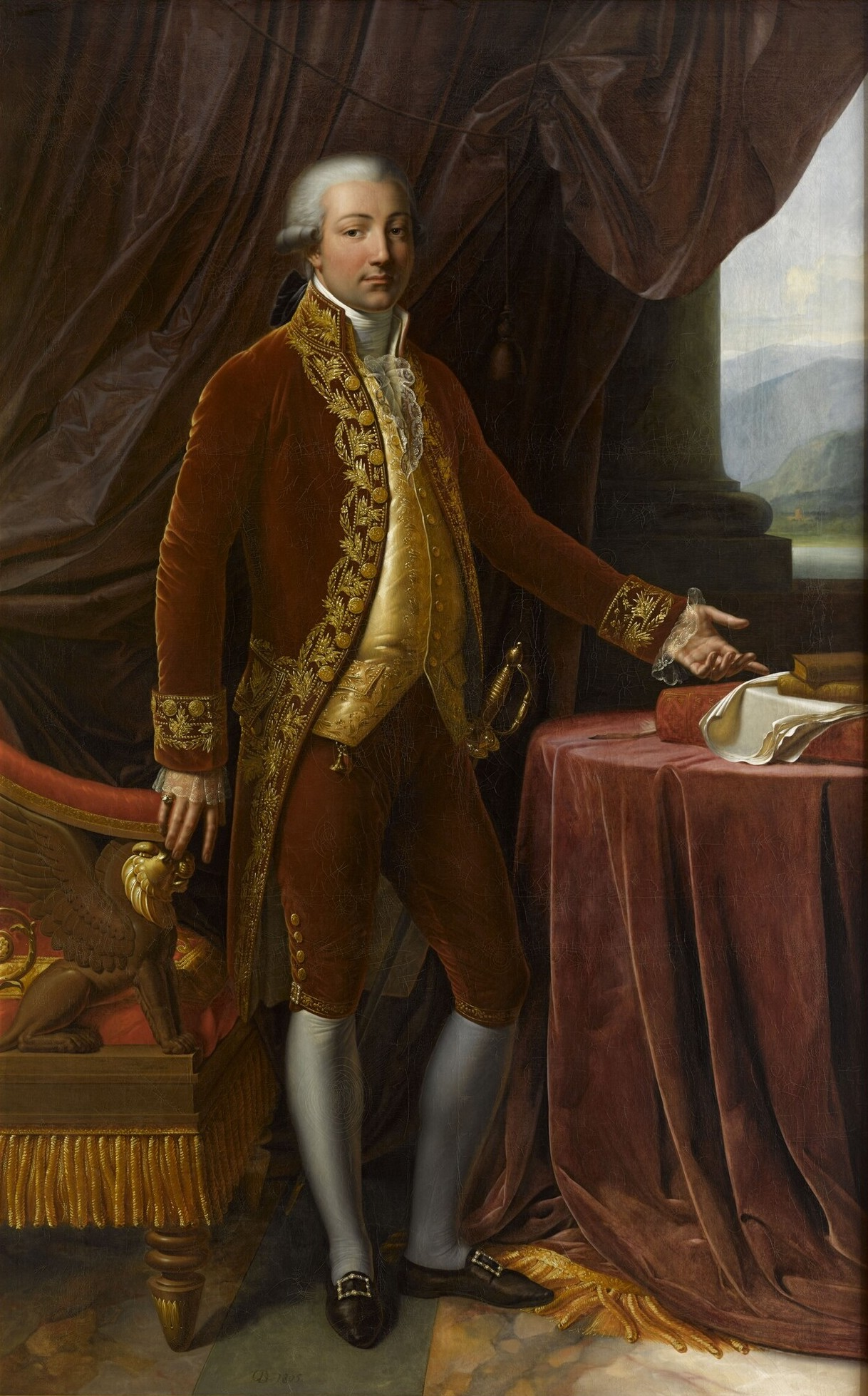
Charles Bonaparte.
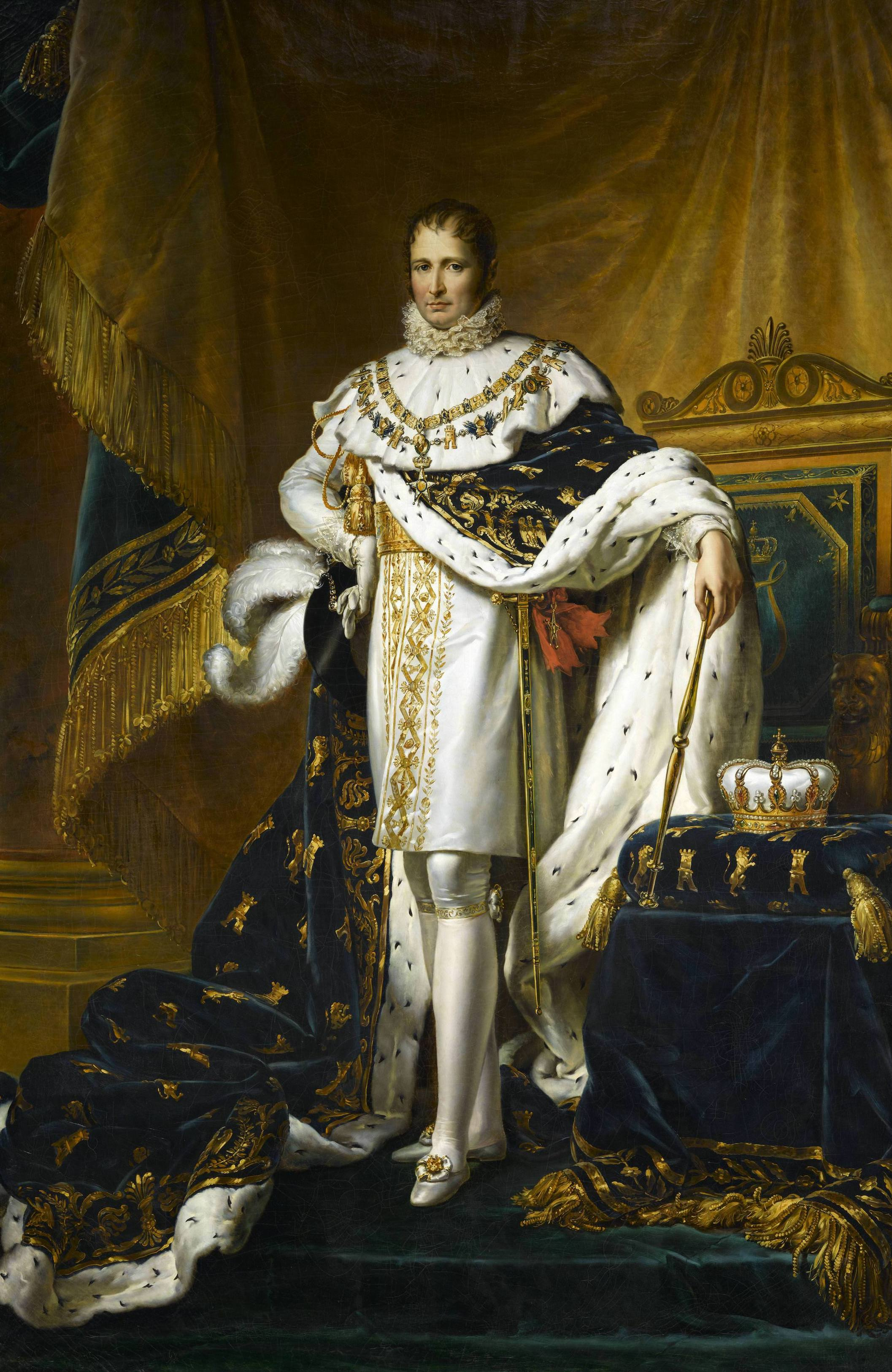
Joseph Bonaparte.
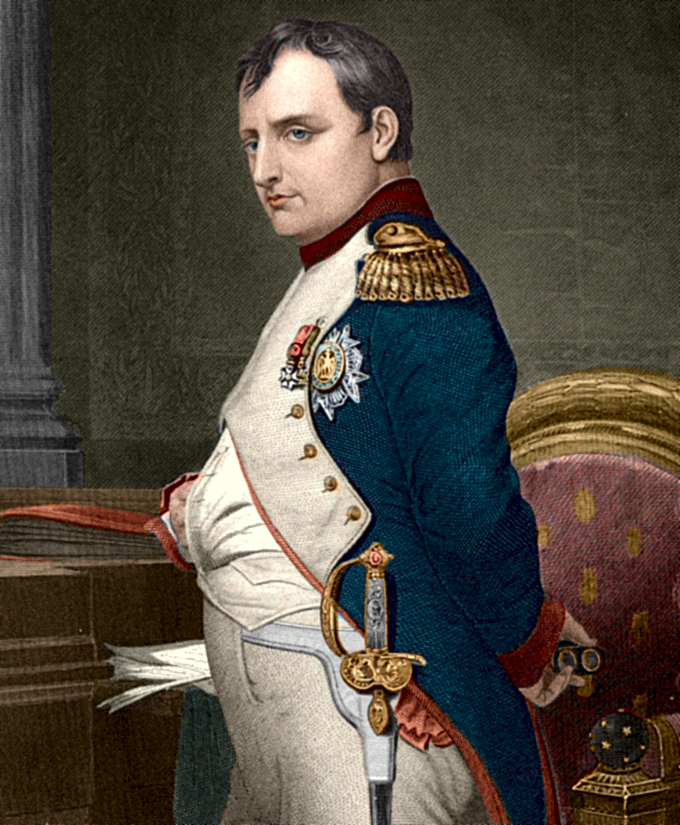
Napoléon Bonaparte.
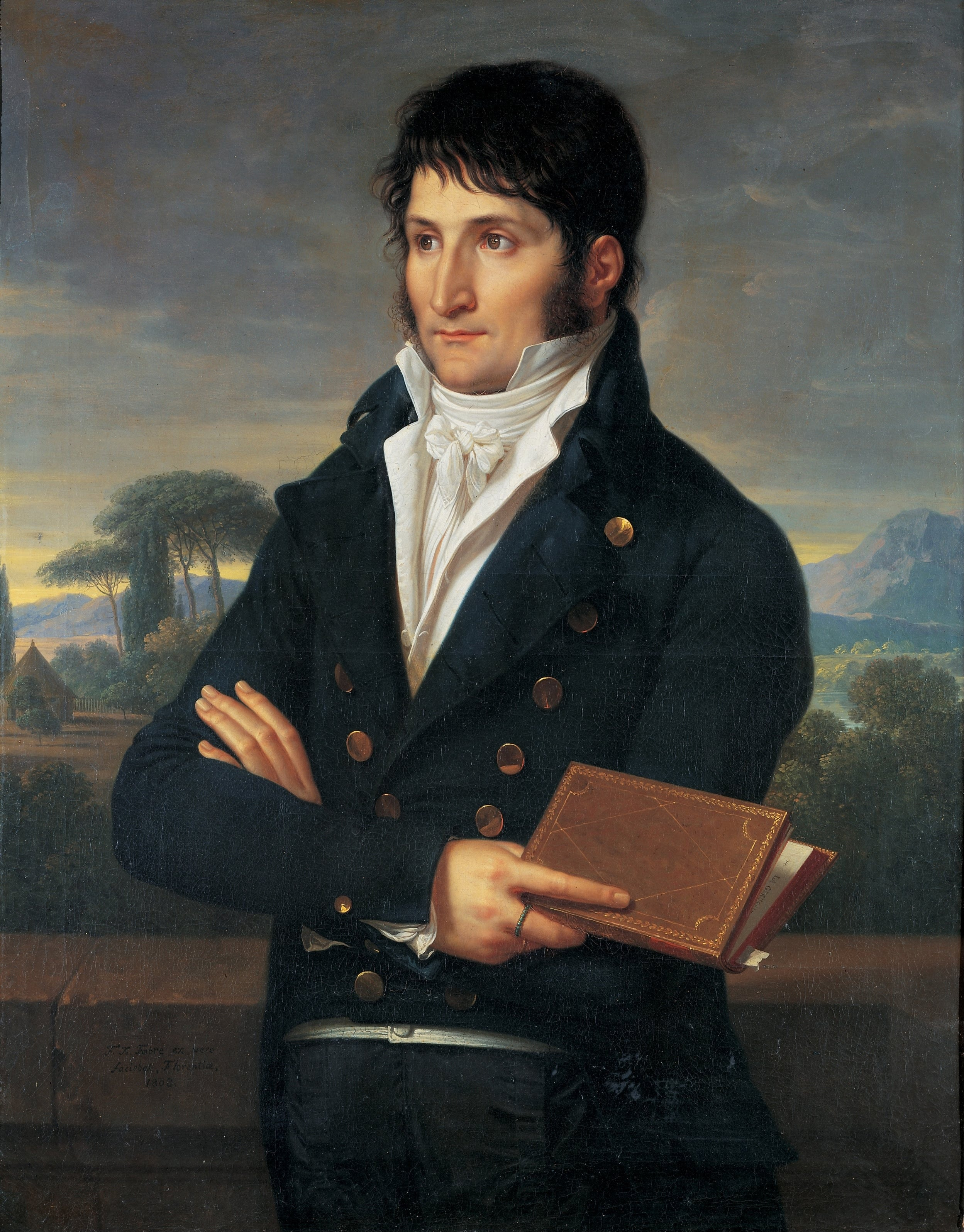
Lucien Bonaparte.
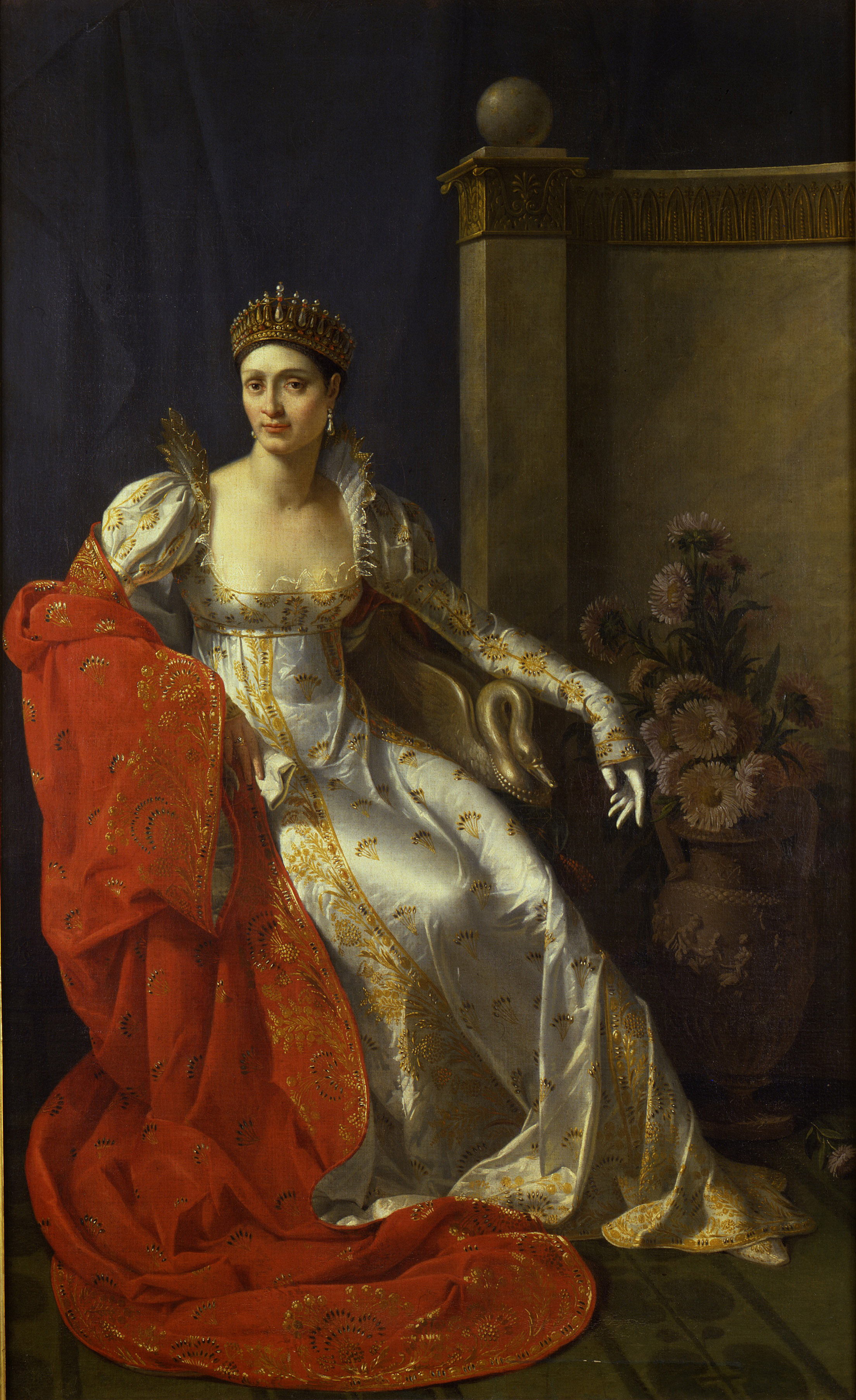
Élisa Bonaparte.
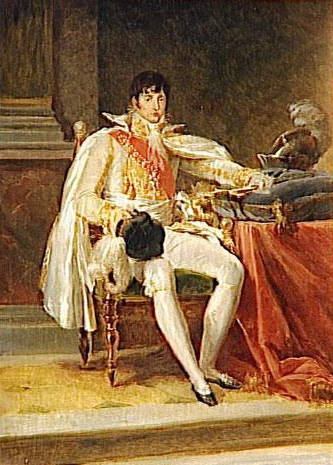
Louis Bonaparte.
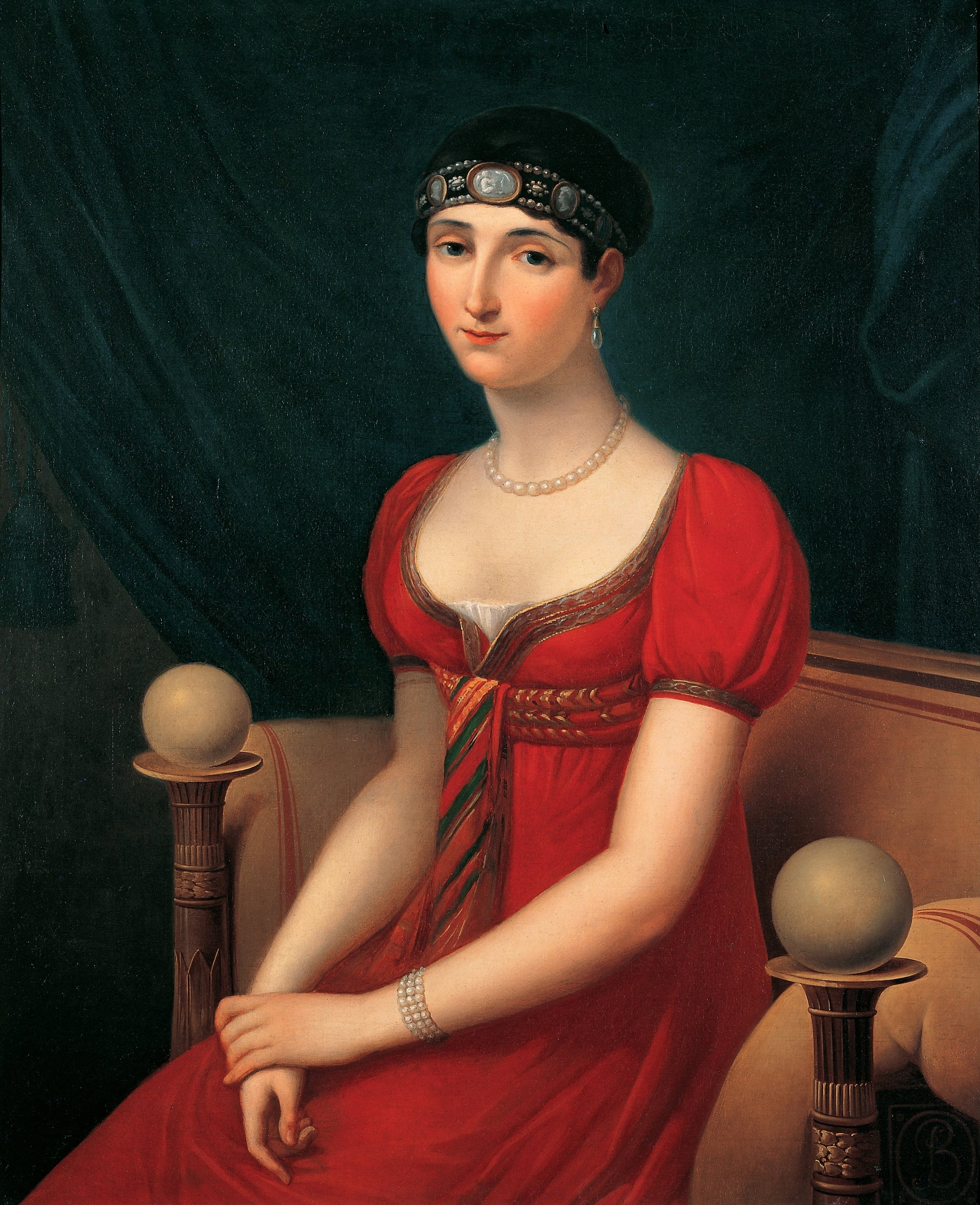
Pauline Bonaparte.
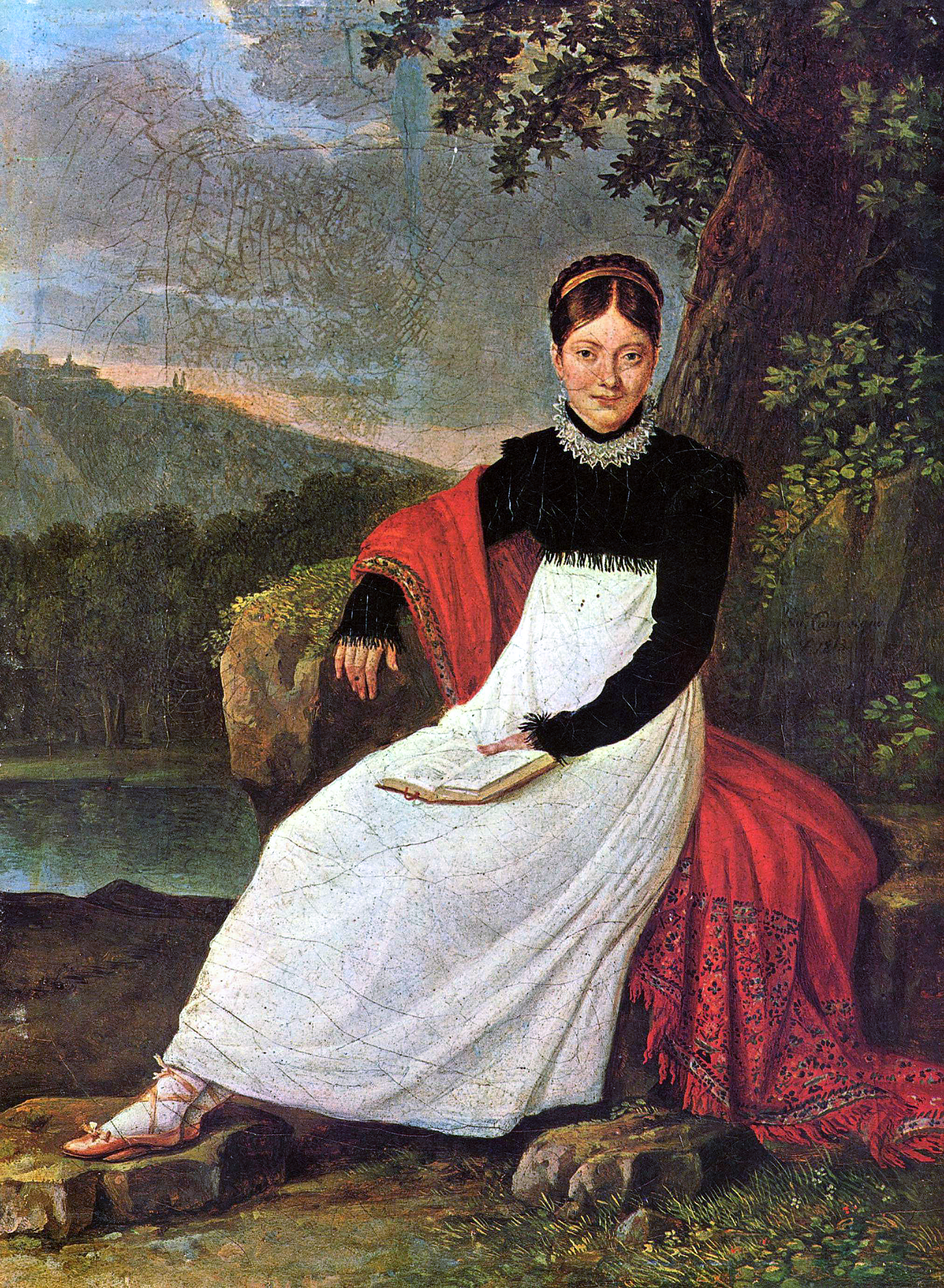
Caroline Bonaparte.
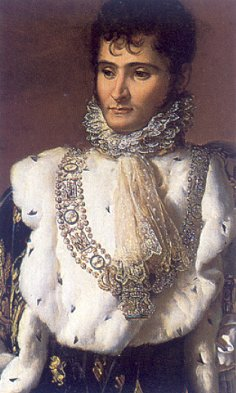
Jérôme Bonaparte.

## Hommages
- Lycée Laetitia Bonaparte, à Ajaccio.

## Représentations dans la culture

### Cinéma
- 1927 : Dans Napoléon d'Abel Gance, elle est interprétée par Eugénie Buffet
- 1936 : Dans Hearts Divided (ou Betsy) de Frank Borzage, elle est interprétée par Beulah Bondi
- 1959 : Dans Austerlitz d'Abel Gance, elle est interprétée par Elvire Popesco
- 1962 : Dans Vénus impériale de Jean Delannoy, elle est interprétée par Lilla Brignone

### Télévision
- 1979 : Dans Joséphine ou la Comédie des ambitions de Robert Mazoyer, elle est interprétée par Paola Borboni
- 1987 : Dans la mini-série américaine Napoleon and Josephine: A Love Story de Richard T. Heffron, elle est interprétée par Jane Lapotaire
- 2002 : Dans la mini-série Napoléon de Yves Simoneau, elle est interprétée par Anouk Aimée
- 2024 : Dans la série La Guerre des trônes, la véritable histoire de l'Europe de Vanessa Pontet, elle est interprétée par Astrid Bas